# Esma Sultan Yalısı

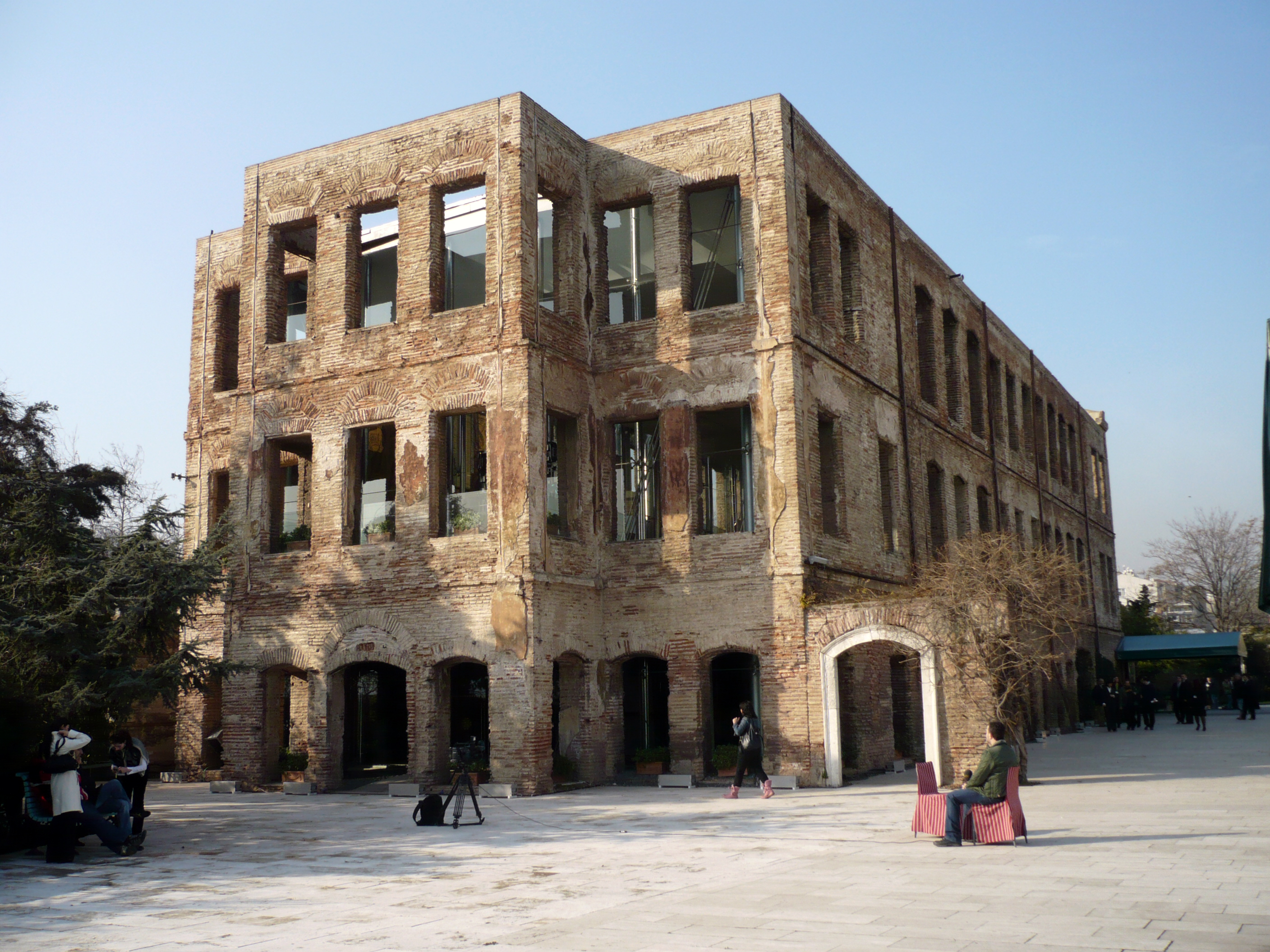
Die erhaltenen Außenmauern aus roten Ziegelsteinen mit dem kaum sichtbaren Neubau im Inneren

Die Sommerresidenz von Esma Sultan (türkisch Esma Sultan Yalısı) ist ein ehemaliges Yalı am Ufer des Bosporus im Stadtviertel Ortaköy des  Istanbuler Stadtbezirks Beşiktaş. Benannt ist das Gebäude nach der osmanischen Prinzessin Esma Sultan (1778–1848). Heute ist das Bauwerk Sitz eines Veranstaltungszentrums.

## Geschichte
Das dreigeschossige Bauwerk wurde von dem osmanischen Hofarchitekten Sarkis Balyan neben der Ortaköy-Moschee erbaut und 1875 vollendet. Es war ein Hochzeitsgeschenk für die Tochter des osmanischen Sultans Abdülaziz.
Der Palast blieb bis zum Jahr 1915 im Besitz der osmanischen Herrscher. Danach nutzte man das Gebäude kurz als griechische Schule, 1920 als Lager für Tabak, als Kohlendepot und Zimmermannswerkstatt, bis es 1975 von einem Feuer zerstört wurde.
Die Ruine, die nur aus Außenmauern bestand, wurde in den frühen 1990er Jahren von der Hotelkette Marmara Hotels erworben und zum Veranstaltungszentrum umgebaut.
Das Haus ist Spielort des Istanbul International Jazz Festivals und des Istanbul International Music Festivals.
Die Hochzeitsfeier des türkischen Mafiabosses Sedat Peker wurde im Juni 2015 im Esma Sultan Yalısı nachgeholt.

## Architektur
Die Außenmauern aus roten Ziegelsteinen blieben vollständig erhalten. Die Architekten Haluk Sezgin und Philippe Robert setzten in das Gebäudeinnere eine Stahl- und Glaskonstruktion. 2001 wurde das Veranstaltungszentrum neu eröffnet. Bis 2005 nahm der Architekt Gökhan Avcıoğlu einen weiteren Ausbau vor. Das Gebäude beherbergt eine Bar, ein Restaurant und einen mehrstöckigen Veranstaltungssaal. Das Bauwerk liegt in einem Garten mit einer Größe von 2.226 m². Das Erdgeschoss misst 31,5 Meter Breite, 27 Meter Länge und 3,80 Meter Höhe. Für den Veranstaltungssaal wurden das erste und zweite Stockwerk zusammengelegt. Der Saal ist 31,5 Meter breit, 31 Meter lang und 6,80 Meter hoch.